# Ga đại học ngoại ngữ Hankuk
Ga Đại học Ngoại ngữ Hankuk (Tiếng Hàn: 외대앞역, Tiếng Anh: Hankuk University of Foreign Studies Station, Hanja: 外大앞驛) là ga trên Tàu điện ngầm vùng thủ đô Seoul tuyến 1 ở Imun-dong, Dongdaemun-gu, Seoul. Vào thời điểm khai trương, tên ga là Ga Hwigyeong (휘경역; 徽慶驛) mặc dù nhà ga này nằm ở Imun 1-dong. Bởi vì Ga Hoegi (ga trước) nằm ở Hwigyeong-dong, vào năm 1996, tên của nhà ga này đổi thành Ga đại học ngoại ngữ Hankuk, sau khi nằm gần trường đại học cùng tên.

## Lịch sử
- 28 tháng 6 năm 1974 : Hoàn thành xây dựng nhà ga mới
- 15 tháng 8 năm 1974: Khai trương kinh doanh tại ga Hwigyeong
- 6 tháng 8 năm 1983: Thăng cấp thành ga thường[4]
- 1 tháng 1 năm 1996: Trạm đổi tên thành Ga Đại học Ngoại ngữ Hankuk
- 1 tháng 12 năm 2009: Loại bỏ nhà ga bán vé đường sắt

## Bố trí ga
| ↑ Sinimun |
| ２ \|     |
| Hoegi ↓   |

| １ | ●Tuyến 1 | ← Hướng đi Đại học Kwangwoon · Uijeongbu · Yangju · Yeoncheon |
| ２ | ●Tuyến 1 | → Hướng đi Hoegi · Incheon · Sinchang · Seodongtan →          |

## Vùng lân cận
- Lối thoát 1: Đại học Ngoại ngữ Hàn Quốc
- Lối thoát 2: Chợ Igyeong

## Hình ảnh

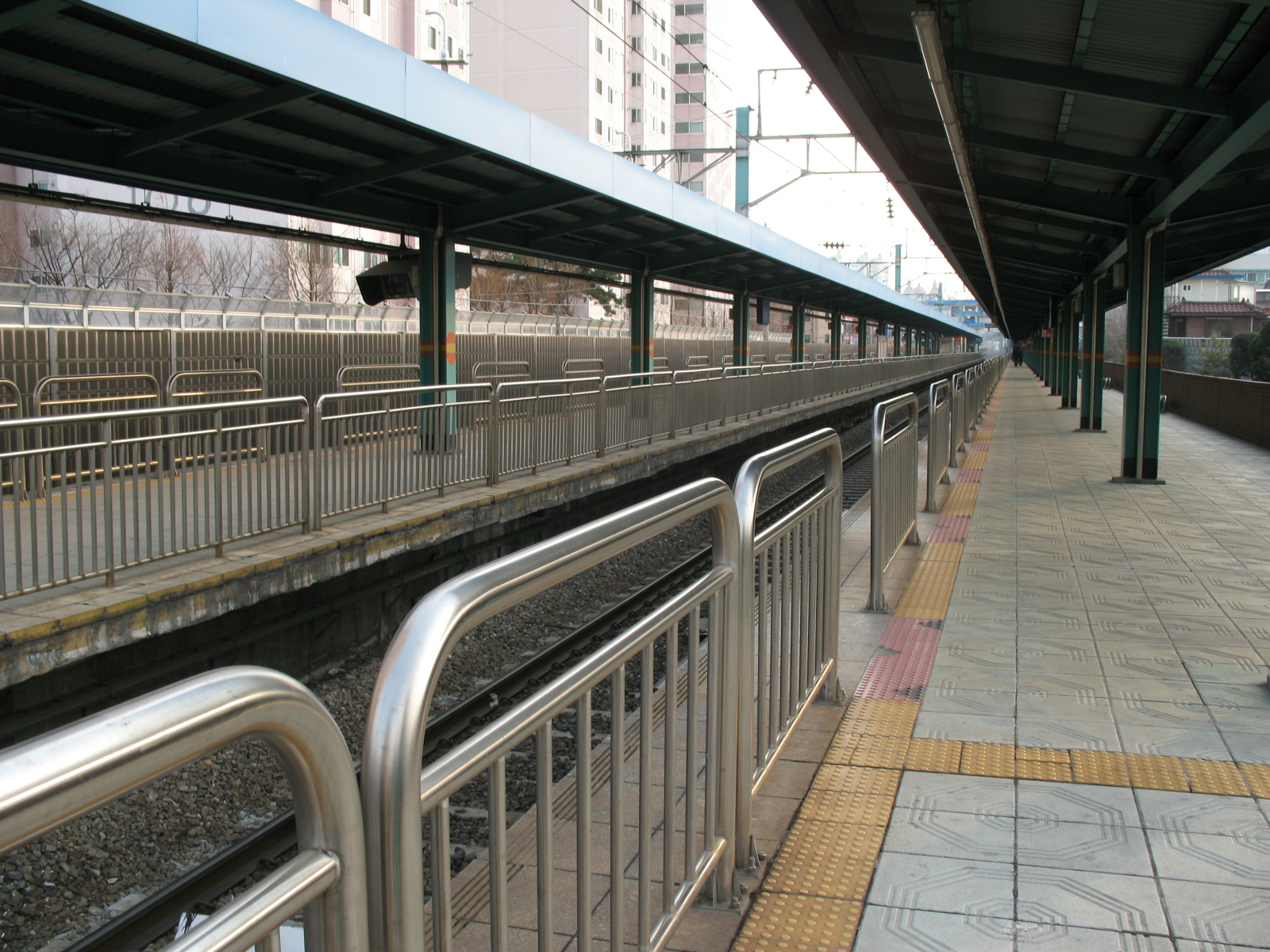
Sân ga Đại học Ngoại ngữ Hankuk (2007)
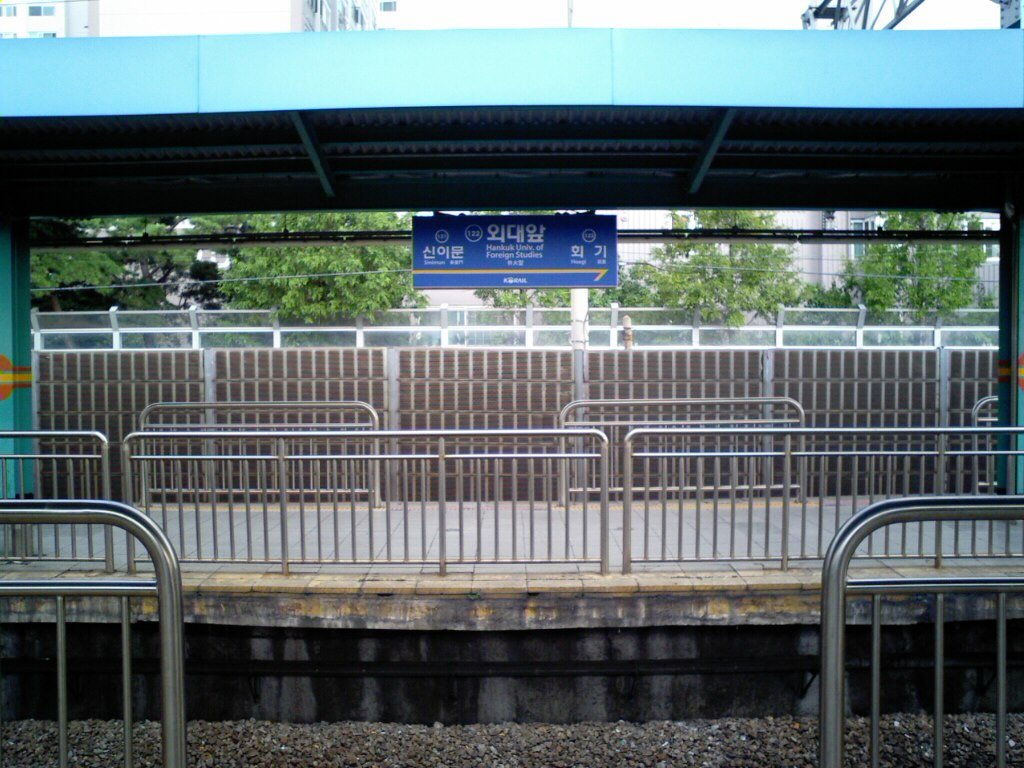
Sân ga Đại học Ngoại ngữ Hankuk (2008)
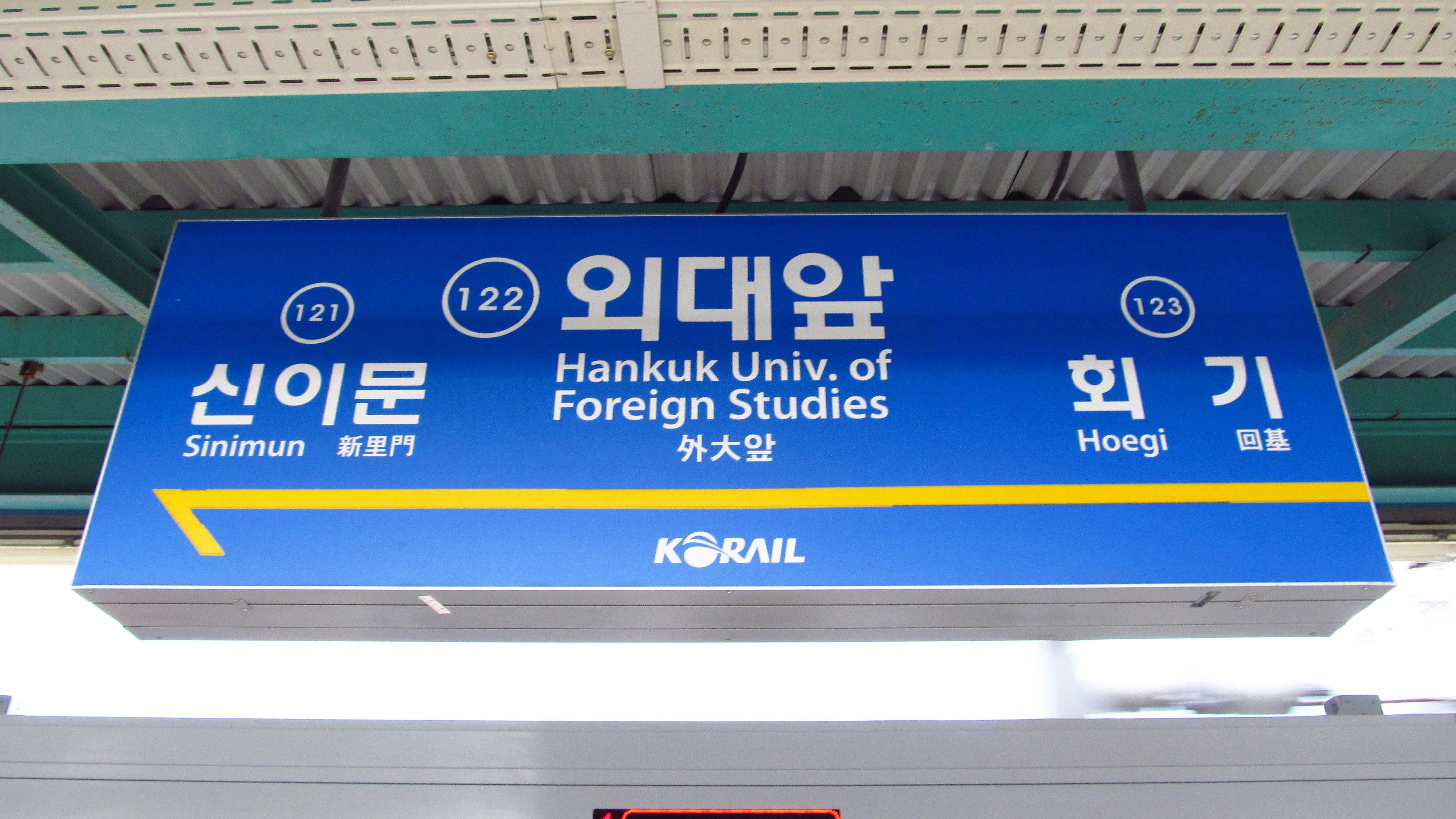
Bảng tên ga (tháng 9 năm 2018)